# Гематохром

Стигма у эвглены приобретает красный цвет благодаря гематохромам

Гематохром (производное от гемато…— кровь и греч. chroma — окраска, цвет) — красный или красно-оранжевый пигмент, который выделяют гематококки (Haematococcus sphaerella), которые в свою очередь развиваются в лужах дождевой воды (s. pluvialis) или на снегу (s. nivalis). Первый из этих организмов дал повод к созданию легенды о кровавом дожде, второй обусловливает явление «арбузного снега». Гематохром обычно содержится в растворённом виде в составе жировых капель клеток зелёных водорослей. Входит в состав группы растительных пигментов — хромолипидов. Гематохром принадлежит к числу липохромов, или каротинов, наиболее изученным представителем которых является красящее вещество моркови. У жгутиковых водорослей стигма обычно включает пятно ярко-красного цвета, представляющее собой скопление глобул. Термин употребляется преимущественно в старой литературе.